# Stichprobenvarianz (Schätzfunktion)
Die Stichprobenvarianz ist eine Schätzfunktion und messbare Abbildung in der mathematischen Statistik. Ihre zentrale Aufgabe ist es, die unbekannte Varianz einer zugrundeliegenden Wahrscheinlichkeitsverteilung zu schätzen. Außerhalb der Schätztheorie findet sie auch als Hilfsfunktion zur Konstruktion von Konfidenzbereichen und statistischen Tests Verwendung. 
Die Stichprobenvarianz wird in mehreren Varianten definiert, die sich leicht bezüglich ihrer Eigenschaften und somit auch ihrer Anwendungsgebiete unterscheiden. Die Unterscheidung der unterschiedlichen Bezeichnungen für die Varianten ist in der Literatur nicht immer einheitlich. Wird daher lediglich von „der“ Stichprobenvarianz gesprochen, so sollte immer überprüft werden, welche der Definitionen im entsprechenden Kontext gilt.
Stichprobenvarianz als Schätzfunktion ist zu unterscheiden von der konkreten Berechnung der Varianz einer Stichprobe: Die empirische Varianz wird ebenfalls oft als Stichprobenvarianz bezeichnet, ist aber keine Funktion, sondern ein Streumaß von mehreren numerischen (Stichproben-)Werten. Sie entspricht einem konkreten Schätzwert und ist damit eine Realisierung der Stichprobenvarianz als Schätzfunktion und Zufallsvariable.

## Definition
Zur Schätzung des Erwartungswertes {\displaystyle \mu } und der Varianz {\displaystyle \sigma ^{2}} einer Grundgesamtheit liegen {\displaystyle n} Zufallsvariablen {\displaystyle X_{1},X_{2},\dots ,X_{n}}und sei {\displaystyle X=(X_{1},X_{2},\dots ,X_{n})}. In der Anwendung sind die {\displaystyle X_{i}}die Stichprobenvariablen. Es bezeichne
{\displaystyle {\overline {X}}={\frac {1}{n}}\sum _{i=1}^{n}X_{i}}
das Stichprobenmittel.
Zuerst ist der Erwartungswert zu schätzen, welcher hier in Form des Parameters {\displaystyle p=1} vorliegt. Mit Hilfe des Kleinste-Quadrate-Kriteriums
{\displaystyle \sum \nolimits _{i=1}^{n}(X_{i}-\mu )^{2}\rightarrow {\text{Min!}}}
erhält man die Schätzung {\displaystyle {\hat {\mu }}} des Erwartungswertes als Stichprobenmittel:
{\displaystyle {\hat {\mu }}={\overline {X}}}.
Da durch die Schätzung des Stichprobenmittels ein Freiheitsgrad verbraucht wird, ist es üblich, die empirische Varianz mit dem Faktor {\displaystyle {\frac {1}{n-1}}} zu „korrigieren“.
In der Literatur finden sich im Wesentlichen drei unterschiedliche Definitionen der Stichprobenvarianz. Viele Autoren nennen
{\displaystyle S^{2}={\frac {1}{n-1}}\sum _{i=1}^{n}(X_{i}-{\overline {X}})^{2}}
die Stichprobenvarianz oder zur besseren Abgrenzung die korrigierte Stichprobenvarianz. Alternativ wird auch
{\displaystyle {\tilde {S}}^{2}={\frac {1}{n}}\sum _{i=1}^{n}(X_{i}-{\overline {X}})^{2}}
als Stichprobenvarianz bezeichnet; ebenso wird auch
{\displaystyle {S^{*}}^{2}={\frac {1}{n}}\sum _{i=1}^{n}(X_{i}-\mu _{0})^{2}}
für eine fixe reelle Zahl {\displaystyle \mu _{0}}Stichprobenvarianz genannt.

## Verwendung
Wichtiger Verwendungszweck der Stichprobenvarianz ist die Schätzung der Varianz einer unbekannten Wahrscheinlichkeitsverteilung. Je nach Rahmenbedingungen kommen dabei die verschiedenen Definitionen zum Einsatz, da diese unterschiedliche Optimalitätskriterien erfüllen (siehe unten). Als Faustregel kann gelten:
- Sind der Erwartungswert und die Varianz des Wahrscheinlichkeitsmaßes unbekannt, so wird {\displaystyle S^{2}}als Schätzfunktion verwendet.
- Ist die Varianz unbekannt und entspricht der Erwartungswert dem Wert {\displaystyle \mu _{0}}, so wird {\displaystyle {S^{*}}^{2}}als Schätzfunktion verwendet.

Die Schätzfunktion {\displaystyle {\tilde {S}}^{2}}wird meist nicht verwendet, sie entsteht beispielsweise bei Verwendung der Momentenmethode oder der Maximum-Likelihood-Methode und erfüllt die gängigen Qualitätskriterien nicht.
Neben der Verwendung als Schätzfunktion wird die Stichprobenvarianz noch als Hilfsfunktion für die Konstruktion von Konfidenzintervallen oder statistischen Tests verwendet. Dort findet sie sich zum Beispiel als Pivotstatistik zur Konstruktion von Konfidenzintervallen im Normalverteilungsmodell oder als Teststatistik bei dem Chi-Quadrat-Test.

## Eigenschaften

### Rahmenbedingungen
Meist wird die Stichprobenvarianz unter den Annahmen verwendet, dass die Auswertungen unabhängig und identisch verteilt sind sowie entweder einen bekannten oder einen unbekannten Erwartungswert besitzen. Diese Annahmen werden durch die folgenden statistischen Modelle beschrieben:
- Ist der Erwartungswert unbekannt, so ist das statistische Modell gegeben durch das (nicht notwendigerweise parametrische) Produktmodell

{\displaystyle (\mathbb {R} ^{n},{\mathcal {B}}(\mathbb {R} ^{n}),(P_{\vartheta }^{\otimes n})_{\vartheta \in \Theta })}.
Hierbei bezeichnet {\displaystyle P^{\otimes n}}das n-fache Produktmaß von {\displaystyle P} und {\displaystyle (P_{\vartheta })_{\vartheta \in \Theta }} ist die Familie aller Wahrscheinlichkeitsmaße mit endlicher Varianz, die mit einer beliebigen Indexmenge {\displaystyle \Theta } indiziert sind. Die Stichprobenvariablen {\displaystyle X_{1},\dots ,X_{n}} sind dann unabhängig identisch verteilt gemäß {\displaystyle P_{\vartheta }}und besitzen also eine endliche Varianz.
- Ist der Erwartungswert bekannt und gleich {\displaystyle \mu _{0}}, so ist das statistische Modell gegeben durch das (nicht notwendigerweise parametrische) Produktmodell

{\displaystyle (\mathbb {R} ^{n},{\mathcal {B}}(\mathbb {R} ^{n}),(P_{\vartheta }^{\otimes n})_{\vartheta \in \Theta })}.
Hierbei bezeichnet {\displaystyle (P_{\vartheta })_{\vartheta \in \Theta }} die Familie aller Wahrscheinlichkeitsmaße mit endlicher Varianz und Erwartungswert {\displaystyle \mu _{0}}, die mit einer beliebigen Indexmenge {\displaystyle \Theta }indiziert sind. Die Stichprobenvariablen {\displaystyle X_{1},\dots ,X_{n}} sind dann unabhängig identisch verteilt gemäß {\displaystyle P_{\vartheta }}und besitzen somit eine endliche Varianz und den Erwartungswert {\displaystyle \mu _{0}}.

### Erwartungstreue

#### Bekannter Erwartungswert
Im Falle des bekannten Erwartungswertes ist {\displaystyle {S^{*}}^{2}} ein erwartungstreuer Schätzer für die Varianz. Das bedeutet, es gilt
{\displaystyle \operatorname {E} _{\vartheta }({S^{*}}^{2})=\operatorname {Var} _{\vartheta }(X_{1})=\operatorname {Var} (P_{\vartheta })}.
Hierbei bezeichnet {\displaystyle \operatorname {E} _{\vartheta }(Y)} bzw. {\displaystyle \operatorname {Var} _{\vartheta }(Y)} die Erwartungswertbildung bzw. die Varianzbildung bezüglich des Wahrscheinlichkeitsmaßes {\displaystyle P_{\vartheta }}.
Die Erwartungstreue gilt, da
{\displaystyle \operatorname {E} _{\vartheta }\left({S^{*}}^{2}\right)={\frac {1}{n}}\sum _{i=1}^{n}\operatorname {E} _{\vartheta }\left((X_{i}-\mu _{0})^{2}\right)={\frac {1}{n}}\sum _{i=1}^{n}\operatorname {Var} (X_{i})=\operatorname {Var} _{\vartheta }(X_{1})}
ist. Hierbei folgt der erste Schritt aus der Linearität des Erwartungswertes, der zweite, da nach der Voraussetzung über den bekannten Erwartungswert {\displaystyle \mu _{0}=\operatorname {E} _{\vartheta }(X_{i})} ist und somit nach der Definition der Varianz {\displaystyle \operatorname {E} _{\vartheta }(X_{i}-\mu _{0})^{2}=\operatorname {E} _{\vartheta }(X_{i}-\operatorname {E} (X_{i}))^{2}=\operatorname {Var} _{\vartheta }(X_{i})} gilt. In den dritten Schritt geht ein, dass die {\displaystyle X_{i}} alle identisch verteilt sind.

#### Unbekannter Erwartungswert
Im Falle des unbekannten Erwartungswertes ist {\displaystyle S^{2}}eine erwartungstreue Schätzfunktion für die Varianz, es gilt also
{\displaystyle \operatorname {E} _{\vartheta }(S^{2})=\operatorname {Var} (P_{\vartheta })}
Im Gegensatz dazu ist {\displaystyle {\tilde {S}}^{2}}nicht erwartungstreu, denn es gilt
{\displaystyle \operatorname {E} _{\vartheta }({\tilde {S}}^{2})={\frac {n-1}{n}}\operatorname {Var} (P_{\vartheta })}.
Der Schätzer {\displaystyle {\tilde {S}}^{2}}ist aber noch asymptotisch erwartungstreu. Dies folgt direkt aus der obigen Darstellung, denn es ist
{\displaystyle \lim _{n\to \infty }\operatorname {E} _{\vartheta }({\tilde {S}}^{2})=\lim _{n\to \infty }{\frac {n-1}{n}}\operatorname {Var} (P_{\vartheta })=\operatorname {Var} (P_{\vartheta })}.
Herleitung der Erwartungstreue
Beachte dazu zuerst, dass aufgrund der Unabhängigkeit
{\displaystyle \operatorname {E} (X_{i}X_{j})={\begin{cases}\operatorname {E} (X_{i})\cdot \operatorname {E} (X_{j})&{\text{ falls }}i\neq j\\\operatorname {E} (X_{i}^{2})&{\text{ falls }}i=j\end{cases}}\quad (*)}
gilt und aufgrund der identischen Verteilungen
{\displaystyle \operatorname {E} (X_{i})=\operatorname {E} (X_{j})}für alle {\displaystyle i,j} und somit {\displaystyle \operatorname {E} (X_{i})\cdot \operatorname {E} (X_{j})=\operatorname {E} (X_{i})^{2}\quad (**)}.
Daraus folgt direkt
{\displaystyle {\begin{aligned}\operatorname {E} _{\vartheta }\left(X_{k}{\overline {X}}\right)&={\frac {1}{n}}\operatorname {E} _{\vartheta }\left(X_{k}\cdot \sum _{i=1}^{n}X_{i}\right)\\&={\frac {1}{n}}\operatorname {E} _{\vartheta }\left(X_{k}^{2}\right)+{\frac {1}{n}}\operatorname {E} _{\vartheta }\left(\sum _{i=1 \atop i\neq k}^{n}X_{i}X_{k}\right)\\&={\frac {1}{n}}\operatorname {E} _{\vartheta }\left(X_{k}^{2}\right)+{\frac {1}{n}}\operatorname {\displaystyle } \sum _{i=1 \atop i\neq k}^{n}\underbrace {E_{\vartheta }\left(X_{i}X_{k}\right)} _{=E_{\vartheta }(X_{k})^{2}}\\&={\frac {1}{n}}\operatorname {E} _{\vartheta }\left(X_{k}^{2}\right)+{\frac {n-1}{n}}\operatorname {E} _{\vartheta }\left(X_{k}\right)^{2}\quad (1)\end{aligned}}}
aufgrund von {\displaystyle (*)}und {\displaystyle (**)}im letzten Schritt und unter Verwendung der Linearität des Erwartungswertes.
Analog folgt, weil auch {\displaystyle X_{1}^{2},\ldots ,X_{n}^{2}} identisch verteilt sind (insbesondere also {\displaystyle \operatorname {E} _{\vartheta }(X_{i}^{2})=\operatorname {E} _{\vartheta }(X_{k}^{2})} für alle {\displaystyle i,k}),
{\displaystyle {\begin{aligned}\operatorname {E} _{\vartheta }\left({\overline {X}}^{2}\right)&={\frac {1}{n^{2}}}\operatorname {E} _{\vartheta }\left(\sum _{i=1}^{n}\sum _{j=1}^{n}X_{i}X_{j}\right)\\&={\frac {1}{n^{2}}}\operatorname {E} _{\vartheta }\left(\sum _{i=1}^{n}X_{i}^{2}+\sum _{i,j=1 \atop i\neq j}^{n}X_{i}X_{j}\right)\\&={\frac {n}{n^{2}}}\cdot \operatorname {E} _{\vartheta }(X_{k}^{2})+{\frac {n(n-1)}{n^{2}}}\operatorname {E} _{\vartheta }(X_{k})^{2}\\&={\frac {1}{n}}\operatorname {E} _{\vartheta }(X_{k}^{2})+{\frac {n-1}{n}}\cdot \operatorname {E} _{\vartheta }(X_{k})^{2}\quad (2)\end{aligned}}}
wieder mithilfe von {\displaystyle (*)}und {\displaystyle (**)}im dritten Schritt.
Mithilfe von {\displaystyle (1)}und {\displaystyle (2)}im zweiten Schritt sowie von {\displaystyle (**)}im dritten Schritt ist dann
{\displaystyle {\begin{aligned}\operatorname {E} _{\vartheta }\left(\sum _{k=1}^{n}(X_{k}-{\overline {X}})^{2}\right)&=\operatorname {E} _{\vartheta }\left(\sum _{k=1}^{n}(X_{k}^{2}-2{\overline {X}}\cdot X_{k}+{\overline {X}}^{2})\right)\\&=\sum _{k=1}^{n}\left(\operatorname {E} _{\vartheta }(X_{k}^{2})-2\left(\underbrace {{\frac {1}{n}}\operatorname {E} _{\vartheta }\left(X_{k}^{2}\right)+{\frac {n-1}{n}}\operatorname {E} _{\vartheta }\left(X_{k}\right)^{2}} _{(1)}\right)+\left(\underbrace {{\frac {1}{n}}\operatorname {E} _{\vartheta }(X_{k}^{2})+{\frac {(n-1)}{n}}\cdot \operatorname {E} _{\vartheta }(X_{k})^{2}} _{(2)}\right)\right)\\&=n\cdot \operatorname {E} _{\vartheta }(X_{1}^{2})-2\operatorname {E} _{\vartheta }\left(X_{1}^{2}\right)-2(n-1)\operatorname {E} _{\vartheta }\left(X_{1}\right)^{2}+\operatorname {E} _{\vartheta }(X_{1}^{2})+(n-1)\cdot \operatorname {E} _{\vartheta }(X_{1})^{2}\\&=(n-1)\cdot \operatorname {E} _{\vartheta }(X_{1}^{2})-(n-1)\operatorname {E} _{\vartheta }(X_{1})^{2}\\&=(n-1)\operatorname {Var} (X_{1})\end{aligned}}.}
Die letzte Gleichheit folgt hier nach dem Verschiebungssatz. Daraus folgt dann
{\displaystyle \operatorname {E} _{\vartheta }(S^{2})={\frac {1}{n-1}}\operatorname {E} _{\vartheta }\left(\sum _{k=1}^{n}(X_{k}-{\overline {X}})^{2}\right)=\operatorname {Var} _{\vartheta }(X_{1})=\operatorname {Var} (P_{\vartheta })}
und analog
{\displaystyle \operatorname {E} _{\vartheta }({\tilde {S}}^{2})={\frac {1}{n}}\operatorname {E} _{\vartheta }\left(\sum _{k=1}^{n}(X_{k}-{\overline {X}})^{2}\right)={\frac {n-1}{n}}\operatorname {Var} (P_{\vartheta })}.

### Bessel-Korrektur
Direkt aus der Definition folgt der Zusammenhang
{\displaystyle S^{2}={\frac {n}{n-1}}{\tilde {S}}^{2}}
Der Faktor {\displaystyle {\frac {n}{n-1}}}wird hierbei als Bessel-Korrektur (nach Friedrich Wilhelm Bessel) bezeichnet. Er kann insofern als Korrekturfaktor verstanden werden, da er {\displaystyle {\tilde {S}}^{2}}so korrigiert, dass die Schätzfunktion erwartungstreu wird. Dies folgt, da
wie oben gezeigt
{\displaystyle \operatorname {E} _{\vartheta }({\tilde {S}}^{2})={\frac {n-1}{n}}\operatorname {Var} (P_{\vartheta })}.
und die Bessel-Korrektur genau der Kehrwert des Faktors {\displaystyle {\frac {n-1}{n}}}ist. Die Schätzfunktion {\displaystyle S^{2}}geht somit aus {\displaystyle {\tilde {S}}^{2}}durch die Bessel-Korrektur hervor.

## Stichprobenstandardabweichung
Sind die {\displaystyle n} Zufallsvariablen {\displaystyle X_{i}} unabhängig und identisch verteilt, also beispielsweise eine Stichprobe, so ergibt sich die Standardabweichung der Stichprobe als Wurzel aus der Stichprobenvarianz {\displaystyle {\tilde {S}}^{2}} bzw. {\displaystyle S^{2}}, also
{\displaystyle {\sqrt {{\tilde {S}}^{2}}}={\sqrt {{\frac {1}{n}}\sum _{i=1}^{n}(X_{i}-{\overline {X}})^{2}}}}
oder
{\displaystyle {\sqrt {S^{2}}}={\sqrt {\frac {n}{n-1}}}{\sqrt {{\frac {1}{n}}\sum _{i=1}^{n}(X_{i}-{\overline {X}})^{2}}}}
mit
{\displaystyle {\overline {X}}={\frac {1}{n}}\sum _{i=1}^{n}X_{i}}.
Diese Funktion wird Stichprobenstandardabweichung oder Stichprobenstreuung genannt; ihre Realisierungen entsprechen der empirischen Standardabweichung. Da die Erwartungstreue bei Anwendung einer nichtlinearen Funktion wie der Wurzel in den meisten Fällen verloren geht, ist die Stichprobenstandardabweichung im Gegensatz zur korrigierten Stichprobenvarianz in keinem der beiden Fälle ein erwartungstreuer Schätzer für die Standardabweichung der Grundgesamtheit.

### Schätzung der Standardabweichung der Grundgesamtheit aus einer Stichprobe
Die korrigierte Stichprobenvarianz {\displaystyle S^{2}} ist ein erwartungstreuer Schätzer für die Varianz {\displaystyle \sigma _{X}^{2}} der Grundgesamtheit. Im Gegensatz dazu ist aber {\displaystyle {\sqrt {S^{2}}}} kein erwartungstreuer Schätzer für die Standardabweichung. Da die Quadratwurzel eine konkave Funktion ist, folgt aus der Jensenschen Ungleichung zusammen mit der Erwartungstreue von {\displaystyle S^{2}}
{\displaystyle \operatorname {E} \left({\sqrt {S^{2}}}\right)\leq {\sqrt {\operatorname {E} \left(S^{2}\right)}}=\sigma _{X}}.
Dieser Schätzer unterschätzt also in den meisten Fällen die Standardabweichung der Grundgesamtheit.

#### Beispiel
Wählt man eine der Zahlen {\displaystyle -1} oder {\displaystyle +1} durch Wurf einer fairen Münze, also beide mit Wahrscheinlichkeit jeweils {\displaystyle {\tfrac {1}{2}}}, so ist das eine Zufallsgröße mit Erwartungswert 0, Varianz {\displaystyle \sigma ^{2}=1} und Standardabweichung {\displaystyle \sigma =1}. Berechnet man aus {\displaystyle n=2} unabhängigen Würfen {\displaystyle X_{1}} und {\displaystyle X_{2}} die korrigierte Stichprobenvarianz
{\displaystyle S^{2}={\frac {1}{2-1}}\left(\left(X_{1}-{\bar {X}}\right)^{2}+\left(X_{2}-{\bar {X}}\right)^{2}\right),}
wobei
{\displaystyle {\bar {X}}={\frac {X_{1}+X_{2}}{2}}}
den Stichprobenmittelwert bezeichnet, so gibt es vier mögliche Versuchsausgänge, die alle jeweils Wahrscheinlichkeit {\displaystyle 1/4} haben:
| {\displaystyle X_{1}} | {\displaystyle X_{2}} | {\displaystyle {\bar {X}}} | {\displaystyle S^{2}} | {\displaystyle {\sqrt {S^{2}}}} |
| --------------------- | --------------------- | -------------------------- | --------------------- | ------------------------------- |
| {\displaystyle -1}    | {\displaystyle -1}    | {\displaystyle -1}         | {\displaystyle 0}     | {\displaystyle 0}               |
| {\displaystyle -1}    | {\displaystyle +1}    | {\displaystyle 0}          | {\displaystyle 2}     | {\displaystyle {\sqrt {2}}}     |
| {\displaystyle +1}    | {\displaystyle -1}    | {\displaystyle 0}          | {\displaystyle 2}     | {\displaystyle {\sqrt {2}}}     |
| {\displaystyle +1}    | {\displaystyle +1}    | {\displaystyle +1}         | {\displaystyle 0}     | {\displaystyle 0}               |

Der Erwartungswert der korrigierten Stichprobenvarianz beträgt daher
{\displaystyle \operatorname {E} \left(S^{2}\right)={\frac {0+2+2+0}{4}}=1=\sigma ^{2}}.
Die korrigierte Stichprobenvarianz ist demnach also tatsächlich erwartungstreu. Der Erwartungswert der korrigierten Stichprobenstandardabweichung beträgt hingegen
{\displaystyle \operatorname {E} ({\sqrt {S^{2}}})={\frac {0+{\sqrt {2}}+{\sqrt {2}}+0}{4}}={\frac {\sqrt {2}}{2}}<1=\sigma }.
Die korrigierte Stichprobenstandardabweichung unterschätzt also die Standardabweichung der Grundgesamtheit.

#### Berechnung für auflaufende Messwerte
In Systemen, die kontinuierlich große Mengen an Messwerten erfassen, ist es oft unpraktisch, alle Messwerte zwischenzuspeichern, um die Standardabweichung zu berechnen.
In diesem Zusammenhang ist es günstiger, eine modifizierte Formel zu verwenden, die den kritischen Term {\displaystyle \textstyle \sum _{i=1}^{n}{(X_{i}-{\bar {X}})^{2}}} umgeht. Dieser kann nicht für jeden Messwert sofort berechnet werden, da der Mittelwert {\displaystyle {\bar {X}}} nicht konstant ist.
Durch Anwendung des Verschiebungssatzes und der Definition des Mittelwerts {\displaystyle \textstyle {\bar {X}}={\frac {1}{n}}\sum _{i=1}^{n}{X_{i}}} gelangt man zur Darstellung
{\displaystyle {\begin{aligned}{\sqrt {S^{2}}}&={}{\sqrt {{\frac {1}{n-1}}\left[\left(\sum _{i=1}^{n}X_{i}^{2}\right)-{\frac {1}{n}}\left(\sum _{i=1}^{n}X_{i}\right)^{2}\right]}}\end{aligned}}}
bzw.
{\displaystyle {\begin{aligned}{\sqrt {S^{2}}}&={}{\sqrt {{\frac {1}{n}}\left[\left(\sum _{i=1}^{n}X_{i}^{2}\right)-{\frac {1}{n}}\left(\sum _{i=1}^{n}X_{i}\right)^{2}\right]}}\end{aligned}}}
die sich für jeden eintreffenden Messwert sofort aktualisieren lässt, wenn die Summe
der Messwerte {\displaystyle \textstyle \sum _{i=1}^{n}{X_{i}}} sowie die Summe ihrer Quadrate {\displaystyle \textstyle \sum _{i=1}^{n}{X_{i}^{2}}} mitgeführt und fortlaufend aktualisiert werden. Diese Darstellung ist allerdings numerisch weniger stabil, insbesondere kann der Term unter der Quadratwurzel numerisch durch Rundungsfehler kleiner als 0 werden.
Durch geschicktes Umstellen lässt sich für letztere Gleichung eine Form finden, die numerisch stabiler ist und auf die Varianz {\displaystyle S_{n-1}^{2}} und den Mittelwert {\displaystyle {\bar {X}}_{n-1}} des vorhergehenden sowie auf den Stichprobenwert {\displaystyle X_{n}} und den Mittelwert {\displaystyle {\bar {X}}_{n}} des aktuellen Iterationsschrittes {\displaystyle n} zurückgreift:
{\displaystyle {\begin{aligned}S^{2}&={}{\frac {n-1}{n}}\left(S_{n-1}^{2}+{\bar {X}}_{n-1}^{2}\right)+{\frac {X_{n}^{2}}{n}}-{\bar {X}}_{n}^{2}\end{aligned}}}

#### Normalverteilte Zufallsgrößen

##### Erwartungstreue Schätzung der Standardabweichung
Für den Fall normalverteilter Zufallsgrößen lässt sich die erwartungstreue Schätzfunktion {\displaystyle c_{n}S} für die Standardabweichung {\displaystyle \sigma }  angeben, wobei der Korrekturfaktor {\displaystyle c_{n}} 
durch 
{\displaystyle c_{n}={\sqrt {\frac {n-1}{2}}}\ {\frac {\Gamma \left({\frac {n-1}{2}}\right)}{\Gamma \left({\frac {n}{2}}\right)}}}
gegeben ist, {\displaystyle S={\sqrt {S^{2}}}} die übliche Schätzung der Standardabweichung {\displaystyle \sigma } ist und {\displaystyle \Gamma } die Gammafunktion bezeichnet. Die Formel folgt, indem man beachtet, dass {\displaystyle {\frac {(n-1)S^{2}}{\sigma ^{2}}}} eine Chi-Quadrat-Verteilung mit {\displaystyle n-1} Freiheitsgraden hat.
| Stichprobenumfang | Korrekturfaktor |
| ----------------- | --------------- |
| 2                 | 1,253314        |
| 5                 | 1,063846        |
| 10                | 1,028109        |
| 15                | 1,018002        |
| 25                | 1,010468        |

##### Beispiel
Es wurden bei einer Stichprobe aus einer normalverteilten Zufallsgröße
die fünf Werte 3, 4, 5, 6, 7 gemessen. Man soll nun einen Schätzwert für die Standardabweichung errechnen.
Die Stichprobenvarianz ist:
{\displaystyle s_{X}^{2}={\tfrac {1}{4}}(2^{2}+1^{2}+0+1^{2}+2^{2})=2{,}5}
Der Korrekturfaktor ist in diesem Fall
{\displaystyle {\sqrt {2}}\ {\frac {\Gamma \left(2\right)}{\Gamma \left(2{,}5\right)}}\approx 1{,}063846}
und der Schätzwert für die Standardabweichung, unter Verwendung einer erwartungstreuen Schätzfunktion, ist damit näherungsweise
{\displaystyle {\hat {\sigma }}=1{,}064{\sqrt {2{,}5}}=1{,}68}